# Myteriet i Meerut

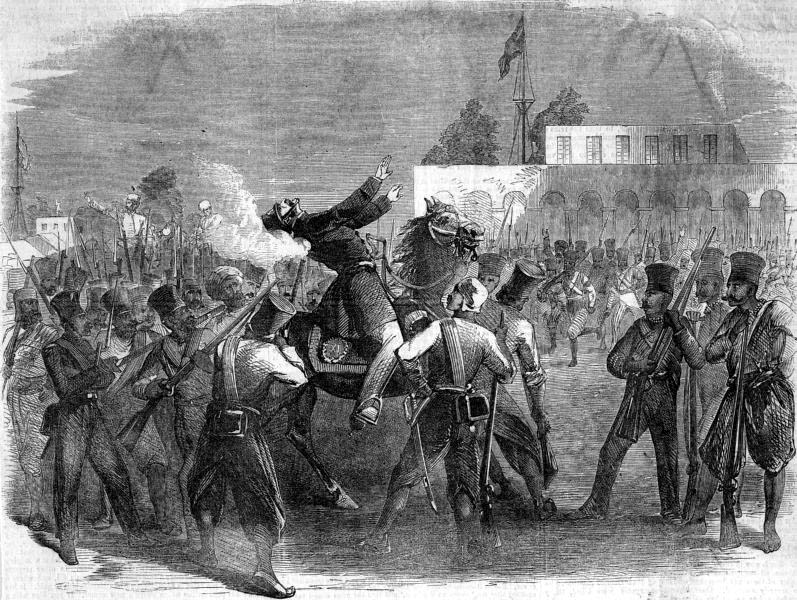
Överste Finnis död i Meerut

Myteriet i Meerut ägde rum i Meerut i Indien 10-11 maj 1857 och var en av de viktigaste händelserna under sepoyupproret mot britterna i Indien 1857-1859. Det var myteriet i Meerut som utgjorde startskottet för hela sepoyupproret.
Armen hade fått ny ammunition som enligt rykten var insmord med gris- och oxfett. 85 soldater ur 3rd Light Cavalry som vägrade acceptera de nya patronerna ställdes inför krigsrätt, dömdes och sattes i det allmänna fängelset i Meerut. En förödmjukande bestraffningsparad hölls 9 maj över de dömda sepoys. Den 10 maj spreds ett rykte i staden om att även de övriga inhemska soldaterna skulle avväpnas av britterna, och de indiska soldaterna gjorde samma dag myteri mot sina brittiska officerare. 
Indiska soldater ur 11th & 20th Native Infantry stormade det allmänna fängelset och fritog sina fångna kamrater. Samtidigt släpptes även andra fångar ur fängelserna, och en mobb attackerade det brittiska bostadskvarteret och iscensatte en massaker på brittiska civila. Britterna överrumplades och sökte skydd i den brittiska förläggningen tills myteristerna hade lämnat staden 11 maj. Myteristerna begav sig av till Delhi, där de utlöste upproret mot britterna även där, vilket fick sepoyupproret att spridas.

## Bakgrund
85 indiska soldater ur 3rd Light Cavalry vägrade att acceptera de nya patronerna av religiösa skäl. 
De ställdes inför krigsrätt 8 maj 1857, dömdes skyldiga till ordervägran och sattes i det allmänna fängelset i Meerut. De dömdes till olika disciplinära straff varierande från fängelse till straffarbete.

## Degraderingen 9 maj
Den 9 maj kallades hela garnisonen samman på allmänna exercisplatsen vid Meerut för att bevittna straffet över de skyldiga träda i kraft. Soldaterna uppgick sammanlagt till runt 4 000 män. De dömda sepoys ställdes upp vid ena sidan av den fyrkantiga platsen; klädda i sina röda och vita uniformer, men barfota och utan vapen. Övriga indisk regement bar tomma vapen på brittisk order. De brittiska regementena var beväpnade med de nya enfieldgevären, laddade med de nya kontroversiella patronerna, och riktade dessa mot Native Infantry, och dragonerna med sablar.     
En brittisk officer steg sedan fram och läste upp domen över de dömda soldaterna, samtidigt som hans ord översattes av en indisk officer till 
Hindustani. Efter att domen hade lästs upp, gick en grupp brittiska soldater framför raden av de dömda soldaterna och slet av knapparna från deras uniformer och rockarna från deras ryggar. Därefter kedjades de dömda soldaternas fötter. De dömda lyfte då sina armar i vädjan till generalen. När de ignorerades, vände de sig till de övriga indiska soldaterna och förebrådde dem för att de inte ingrep då de såg dem bli förödmjukade. Stämningen beskrevs som spänd, och en brittisk åskådare var säker på att de indiska soldaterna skulle attackera britterna med bara händer. Därefter marscherade de dömda soldaterna bort. 
De indiska soldater som hade sett på när deras kamrater beslogs med järn på exercisplatsen hånades av indiska prostituerade som vägrade dem sina tjänster, något som enligt uppgift ska ha fått de indiska soldaterna att provocerat säga att de skulle hämnas på européerna. I staden Meerut syntes plakat som uppmanade till uppror mot britterna.
Samma kväll varnades den brittiska officeren Hugh Gough för att de indiska soldaterna i Meerut planerade att göra uppror och döda de brittiska soldaterna och deras familjer. Gough gick direkt till mässen och talade om saken för sitt befäl George Carmichael-Smyth, men bemöttes av löje.

## Utbrottet 10 maj
Den 10 maj spreds ett rykte i basaren om att brittiska trupper var på väg att avväpna de indiska sepoy-soldaterna. Sepoys från basaren begav sig då tillbaka till barackerna för att varna sina kamrater, vilket genast spred upprorsstämning bland indiska soldater.  
Brittiska officerare hörde uppståndelsen och begav sig av till sina regementen. Sammanlagt åtta brittiska befäl mördades av sina egna indiska soldater. Bland de mest kända av dem var överste Finnis, som dödades på paradplatsen. Även civilister dödades på paradplatsen.
Indiska soldater ur 11th & 20th Native Infantry stormade det allmänna fängelset, och befriade sina fångna kamrater. Många andra fångar passade på tillfället att fly under fritagningen och spred sig ut i staden. Allmän upprorsstämning och bråk bröt ut i basaren, där en mobb bildades. Indiska civila i staden stängde sina butiker och låste in sig i sina hem. 

## Massakern på civila
På kvällen 10 maj attackerades det brittiska bostadskvarteret, civil lines, av mobben från basaren, som satte eld på bungalowerna och dödade brittiska män, kvinnor och barn. 
Två av de civila offren skulle komma att bli särskilt kända: Charlotte Chambers och Mrs Dawson. 
Den 23-åriga Charlotte Chambers, som var gravid, fick sitt foster utskuret ur livmodern med en köttkniv av slaktaren Mowla Baksh från Saddarbasaren. Mordet bevittnades av hennes granne Mrs Craigie, som såg Chambers stå ensam på verandan medan hennes hus sattes i brand. Craigie försökte skicka sina tjänare för att hämta Chambers, men de kunde inte ta sig fram till henne förrän det var för sent, och de fann henne då naken, med fostret utskuret ur kroppen och lagd på hennes bröst. 
Det framkom senare att Charlotte Chambers tidigare hade köpt kött av Mowla Baksh men klagat på dess kvalitet och sagt att hon skulle tala om saken för andra brittiska kvinnor, något som hotade hans affärer (han blev senare gripen och avrättad).    
Mrs. Dawson och hennes make låg sjuka i smittkoppor, och gick ut på verandan när mobben anlände, där maken blev skjuten. Eftersom Mrs. Dawson hade smittkoppor, ville ingen gå nära henne på grund av smittorisken, men mobben kastade istället brinnande facklor på henne tills hon fattade eld och brändes till döds. 
Många enskilda soldater från den brittiska förläggningen tog själva initiativet att rida till bostadskvarteret för att undsätta sina anhöriga och eskortera dem i säkerhet till den brittiska militärförläggningen, dit brittiska civila började fly allteftersom de upptäckte eller blev varnade om att ett uppror brutit ut. 
Vissa civila eskorterades till förläggningen av sina indiska tjänare. Många brittiska civila skyddades av sina indiska tjänare, som varnade dem och hjälpte dem att fly eller skyddade dem till brittisk hjälp anlände. 
En omtalad incident är den om kapten Craigie och löjtnant Mackenzie, vars hustru respektive syster varit på väg till kyrkan men vänt vagnen sedan de blivit varnade av indier om att ett uppror brutit ut och att de borde återvända hem. De hämtade upp en brittisk officer som jagades till fots av en mobb på vägen, och barrikaderade sig sedan i Craigies hus, medan kapten Craigie begav sig till sitt regemente. 
De bevittnade mordet på Charlotte Chambers i huset bredvid, men mobben attackerade aldrig deras hus, eftersom deras tjänare meddelade mobben att huset tillhörde kapten Craigie, som hade ett gott rykte hos sepoys (hans regemente var det enda som inte gjorde uppror). Deras bungalow var en av endast två på den gatan som inte brändes ned, och de två kvinnorna hämtades snart av sin make respektive bror till förläggningen. 
41 britter dödades under massakern: 25 män, åtta kvinnor och åtta barn. En del av dem hade uppenbart blivit utsatta för särskilt grym behandling, och flera återfanns nakna. En brittisk soldat hade fått magen uppskuren och inälvorna blottade, och en nio år gammal flicka hade fått sina kinder utskurna och armar avhuggna. Åtminstone två brittiska kvinnor uppges ha blivit utsatta för våldtäkt, men eftersom våldtäkt under denna tid ansågs vara vanhedrande för offret, hölls deras namn hemliga. Det är inte känt om Charlotte Chambers var en av dem, men hennes kropp återfanns enligt uppgift naken. 
Inte endast britter mördades under massakern i Meerut. I den allmänna laglösheten attackerade mobben även inhemska civila. Särskilt anglo-indier, kristna indier och indier anställda hos britter, samt andra indier som uppfattades vara probrittiska eller på något sätt ha anknytning till britterna attackerades, rånades och mördades. Men mobben attackerade också civila i allmänhet, då laglösheten gav möjlighet till plundring och attacker på personliga fiender.

## Britternas reaktion
Det plötsliga myteriet och massakern överrumplade de brittiska seniora officerarna, av vilka många var äldre män som inte varit i aktiv strid på många år. Trots att det fanns ungefär lika många brittiska som indiska soldater i Meerut och det fanns gott om ammunition, kunde de äldre befälen inte samla sig till motstånd, trots att flera yngre officerare försökte aktivera dem, utan befann sig i ett tillstånd av chock och förhöll sig passiva. 
Den brittiska garnisonen attackerades inte, men de brittiska soldaterna var kvar passiva i sin förläggning medan myteriet spred upproret runt i staden omkring dem. Bostadskvarteret och det inhemska regementets kvarter i den brittiska förläggningen brändes ned. 

## Avslut
Morgonen på måndagen 11 maj var staden lugn. Efter myteriet lämnade de upproriska trupperna Meerut och begav sig till Delhi för att hylla Bahadur Shah II som det förenade Indiens monark och ställa honom i spetsen för ett uppror mot britterna. Deras ankomst utlöste Myteriet i Delhi och spred upproret över hela det brittiska Nordindien. 

## Efterspel
Den brittiska garnisonen förmådde inte förhindra de indiska soldaternas avtåg till Delhi, och förföljde dem inte heller sedan de avtågat. Merrut telegraferade till Simla, Ambala och Agra, men nådde inte fram till Delhi. Den välutrustade brittiska garnisonen på 1 500 man återställde ordningen i Meerut men gjorde sedan ingenting mer än att vakta de civila medan de väntade på förstärkningar, trots att de skulle ha behövts bättre på andra platser. 
Major-General W. H. Hewitt fråntogs sitt befäl över garnisonen i Meerut för sin dåliga hantering av situationen.
Morden på de brittiska civila i Meerut, särskilt mordet på Charlotte Chambers - "Remember Mrs Chambers!" - användes som stridsrop av brittiska soldater under upproret fram till att det överträffades i ökändhet av Bibigharmassakern.

## Bildgalleri

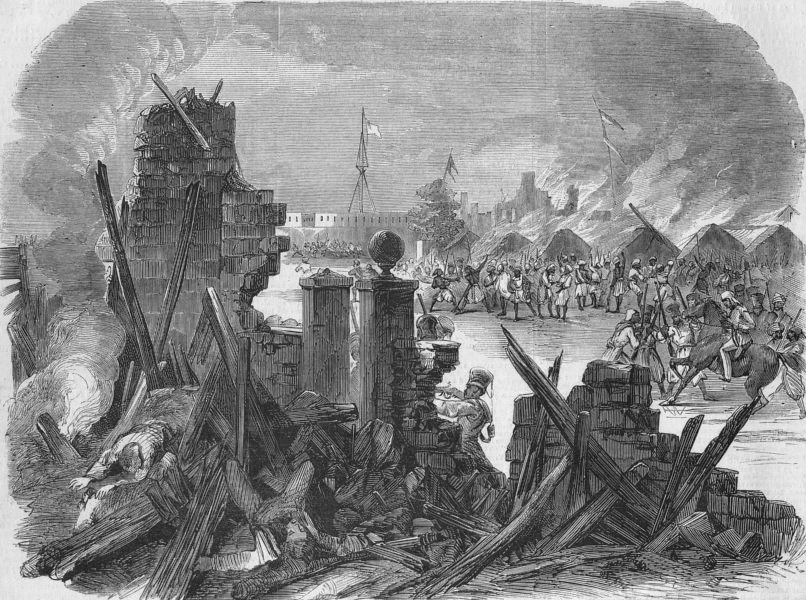
Sepoyupproret i Meerut
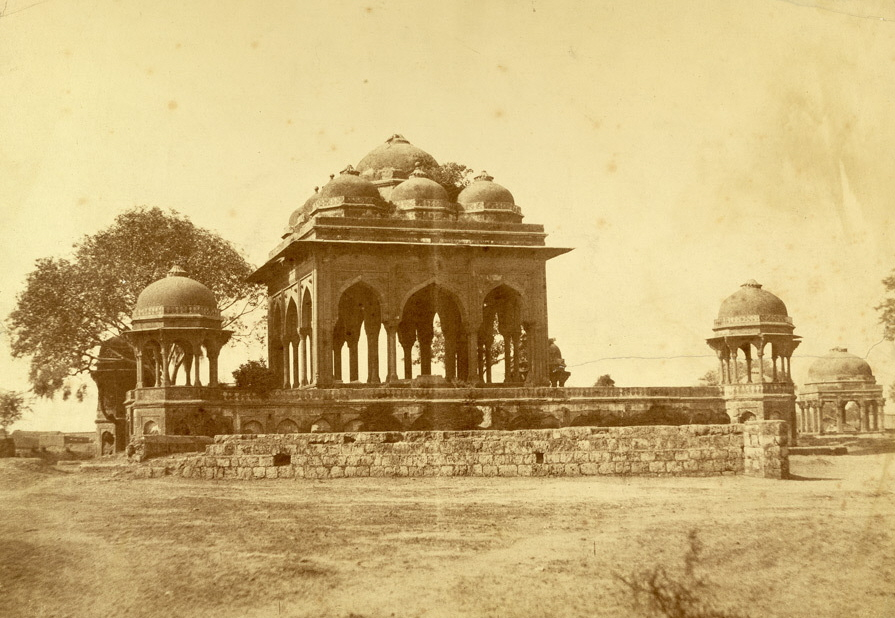
Myteristernas moske 1857.